# Angelo Giurdanella
Angelo Giurdanella (Modica, 24 febbraio 1956) è un vescovo cattolico italiano, dal 29 luglio 2022 vescovo di Mazara del Vallo.

## Biografia
È nato a Modica, in provincia di Ragusa e diocesi di Noto, il 24 febbraio 1956.

### Formazione e ministero sacerdotale
Dopo aver frequentato il seminario vescovile di Noto, si è iscritto allo Studio teologico "San Paolo" di Catania, dove ha terminato la sua formazione filosofico-teologica.
Il 27 dicembre 1983 è stato ordinato presbitero dal vescovo Salvatore Nicolosi.
Dal 1982 al 1984 è stato vicerettore del seminario diocesano. Dopo l'ordinazione sacerdotale è stato nominato vicario parrocchiale dell'Ecce Homo al Pantheon a Noto. Nel 1984 è stato trasferito ad Avola: lì è stato vicario della parrocchia del Sacro Cuore di Gesù, fino al 1988, e di quella di San Giovanni Battista e San Paolo, dal 1988; il 2 ottobre 1989 è diventato parroco di quest'ultima parrocchia, dove è rimasto fino al 2010.
Nel 2008 il vescovo Mariano Crociata lo ha nominato membro del consiglio presbiterale diocesano, membro del collegio dei consultori e assistente unitario diocesano dell'Azione Cattolica. Negli anni 2009-2010 ha ricoperto anche l'incarico di vicario episcopale per il clero, mentre il 1º ottobre 2010 è stato nominato vicario generale della diocesi e rettore della cattedrale di Noto dal vescovo Antonio Staglianò. Nel 2011 papa Benedetto XVI gli ha conferito il titolo onorifico di cappellano di Sua Santità. Dal 2019 è stato anche direttore della Caritas diocesana.

### Ministero episcopale
Il 29 luglio 2022 papa Francesco lo ha nominato 81º vescovo di Mazara del Vallo; è succeduto a Domenico Mogavero, dimessosi per raggiunti limiti d'età. Ha ricevuto l'ordinazione episcopale, nella cattedrale di Noto, il 4 ottobre dal vescovo Antonio Staglianò, co-consacranti il vescovo Domenico Mogavero e l'arcivescovo Giuseppe Costanzo. Ha preso possesso della diocesi il 15 ottobre. Il 21 ottobre durante la sua prima Conferenza episcopale siciliana viene delegato per il quinquennio 2023/2027 alla cooperazione missionaria tra le Chiese.

## Genealogia episcopale
La genealogia episcopale è:
- Cardinale Scipione Rebiba
- Cardinale Giulio Antonio Santori
- Cardinale Girolamo Bernerio, O.P.
- Arcivescovo Galeazzo Sanvitale
- Cardinale Ludovico Ludovisi
- Cardinale Luigi Caetani
- Cardinale Ulderico Carpegna
- Cardinale Paluzzo Paluzzi Altieri degli Albertoni
- Papa Benedetto XIII
- Papa Benedetto XIV
- Papa Clemente XIII
- Cardinale Bernardino Giraud
- Cardinale Alessandro Mattei
- Cardinale Pietro Francesco Galleffi
- Cardinale Giacomo Filippo Fransoni
- Cardinale Carlo Sacconi
- Cardinale Edward Henry Howard
- Cardinale Mariano Rampolla del Tindaro
- Cardinale Gennaro Granito Pignatelli di Belmonte
- Cardinale Pietro Boetto, S.I.
- Cardinale Giuseppe Siri
- Cardinale Giacomo Lercaro
- Vescovo Gilberto Baroni
- Cardinale Camillo Ruini
- Vescovo Antonio Staglianò
- Vescovo Angelo Giurdanella

## Araldica
| Stemma | Descrizione |
| ------ | --- |
|        | Nello stemma appaiono una colomba, una scala con la stella, una barca, e poi i colori azzurro, rosso e oro. Ogni simbolo e colore richiama un significato particolare: - la colomba rappresenta il dono dello Spirito Santo; - la scala con la stella sono un richiamo alla Vergine Maria "Scala del Paradiso", venerata a Noto; - la barca rimanda al brano del Vangelo della pesca miracolosa e alla città di Mazara del Vallo; - il colore rosso indica lo Spirito Santo; - l'azzurro rappresenta il distacco dai valori terreni e l'ascesa dell'anima a Dio; - l'oro rappresenta la Fede. Il motto è Spiritu ferventes, Domino servientes, parole tratte dalla lettera di San Paolo apostolo ai Romani. |

## Galleria d'immagini

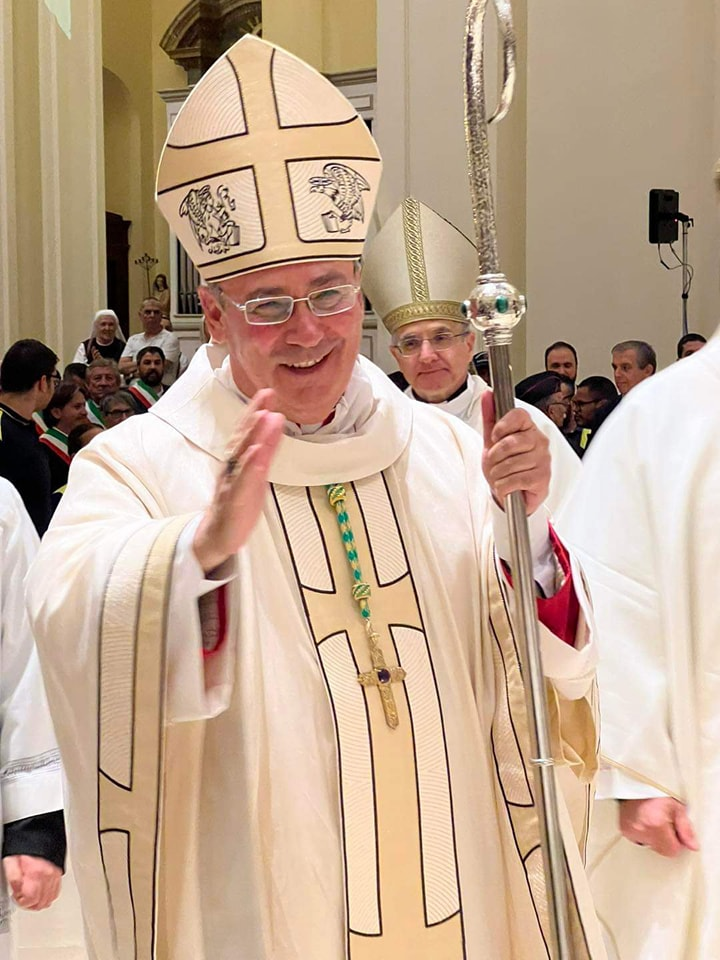
Mons. Giurdanella al termine dell'ordinazione episcopale, il 4 ottobre 2022.
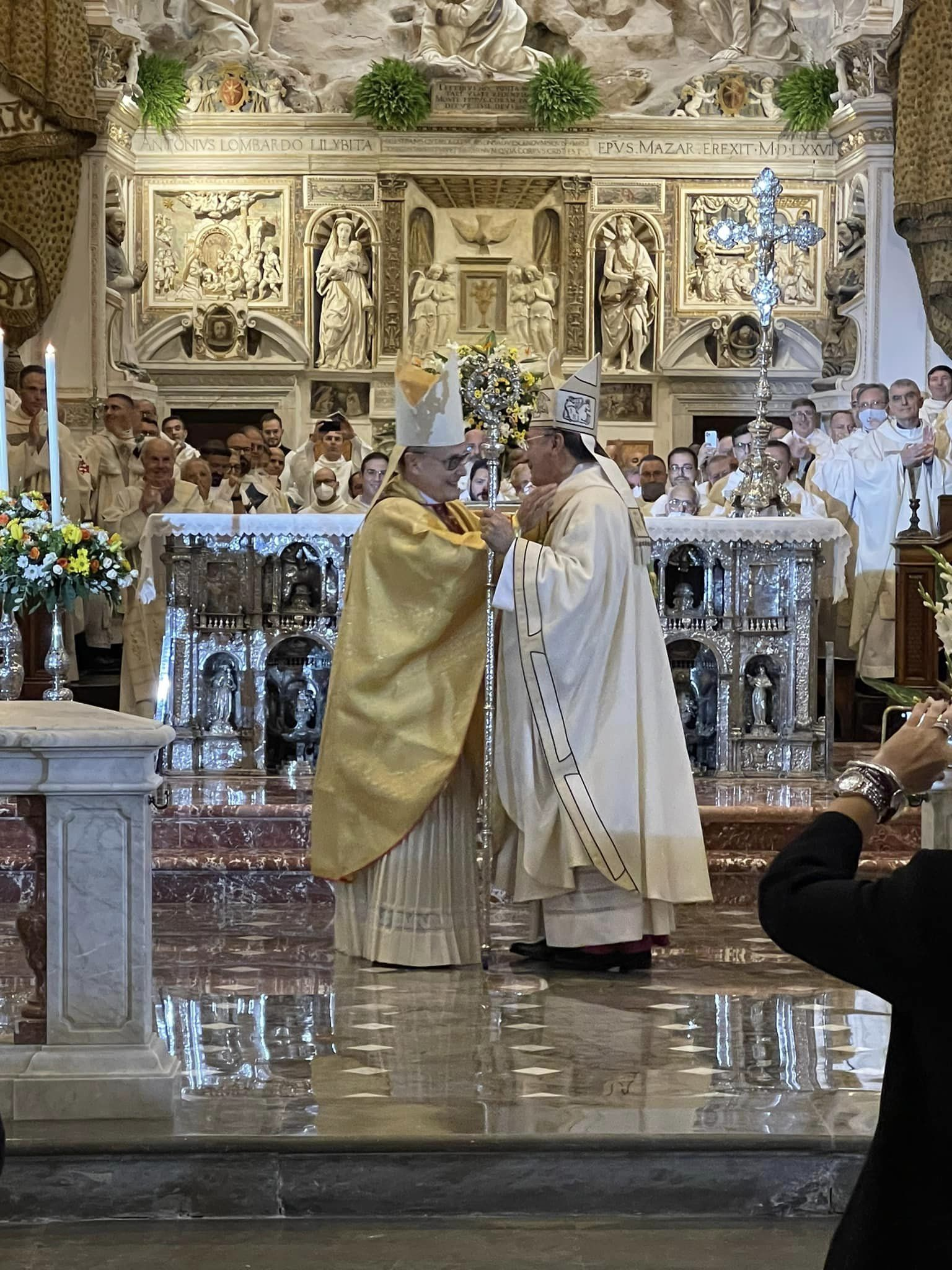
Mons. Giurdanella riceve il pastorale dal predecessore Domenico Mogavero, il 15 ottobre 2022.
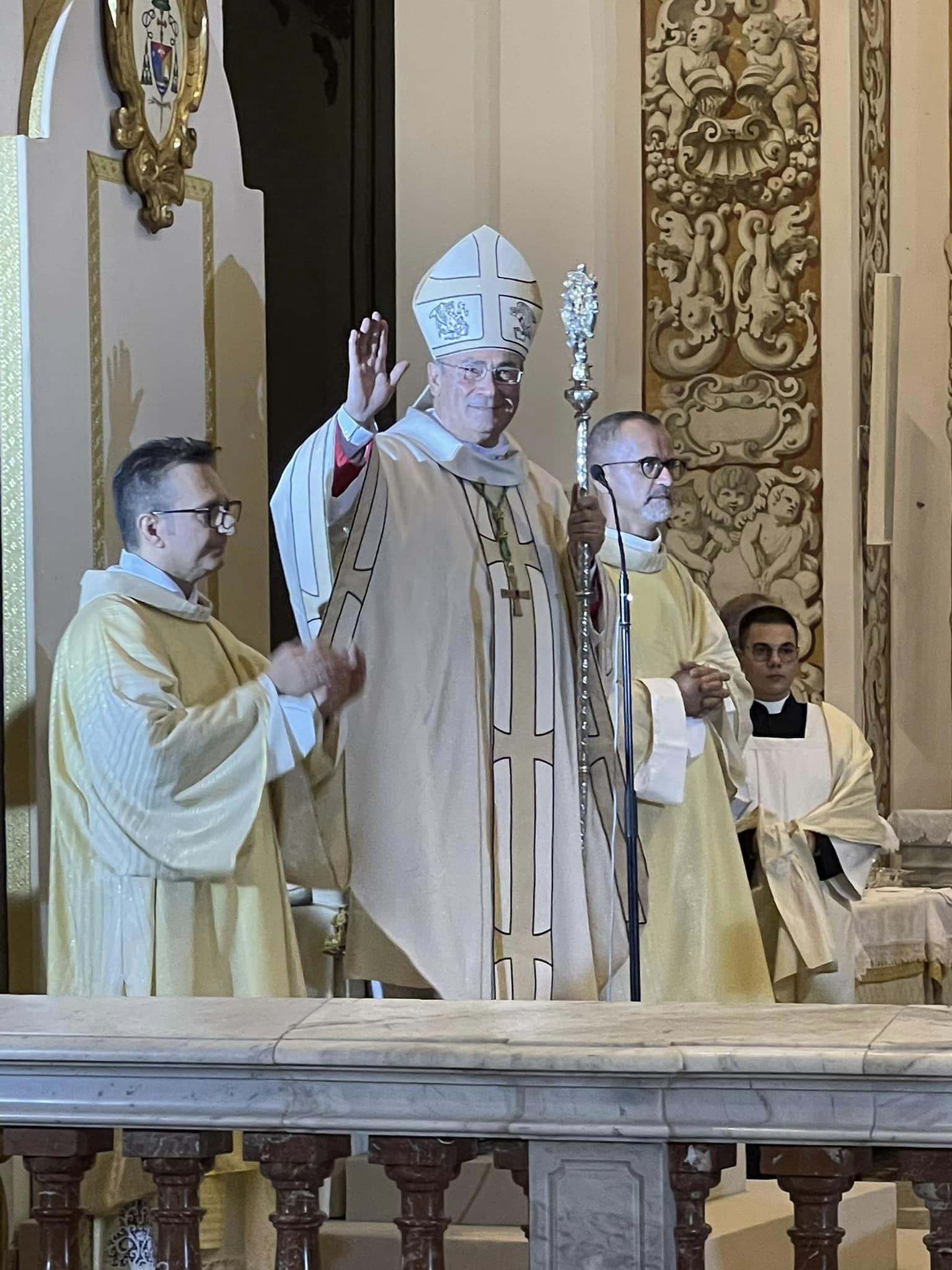
Mons. Giurdanella prende possesso della diocesi di Mazara del Vallo, il 15 ottobre 2022.